# Сант'Анђело ди Челе (Перуђа)
Сант'Анђело ди Челе је насеље у Италији у округу Перуђа, региону Умбрија.
Према процени из 2011. у насељу је живело 919 становника. Насеље се налази на надморској висини од 173 м.